# Latinizzazione dei nomi
La latinizzazione è la pratica di rendere un nome o una parola non-latina in uno stile latino. È comunemente usato con antroponimi, toponimi, e nella nomenclatura binomiale standard delle scienze. Va oltre la romanizzazione, che è solo la trascrizione di una parola nell'alfabeto latino da un'altra forma di scrittura (ad esempio il cirillico).
Questo era molto comune nell'era classica per la stessa ragione per cui culture anglofone creano versioni inglesi di nomi stranieri. Nel caso di nomi personali nell'era post-Romana, ciò era probabilmente fatto per emulare autori classici o presentare un'immagine più impressiva.
In un contesto scientifico, lo scopo principale della latinizzazione potrebbe essere la creazione di un nome internazionalmente consistente.
La latinizzazione può essere eseguita:
- trasformando il nome in suoni latini (per esempio Geber anziché Jabir), e/o
- aggiungendo suffissi latini alla fine di un nome (ad esempio Meibomius al posto di Meibom), oppure
- tradurre un nome con uno specifico significato in latino (ad esempio Venator al posto di Cacciatore), altrimenti
- scegliere un nuovo nome basato sugli attributi di una persona (per esempio Daniel Santbech divenne Noviomagus, forse dal nome latino della città di Nimega).

## Nomi personali

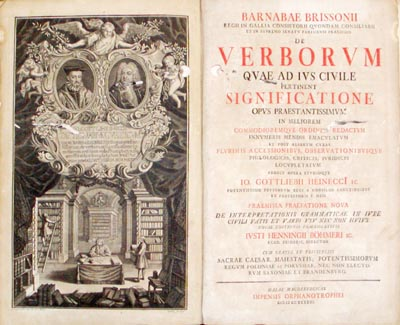
Frontespizio di un libro di legge del 1743 di Barnabé Brisson che mostra il suo nome latinizzato nel genitivo Barnabæ Brissonii ("di Barnabas Brissonius"). Barnabas è in sé la versione greca di un nome aramaico.

I nomi umanisti, assunti dall'umanesimo, erano nomi molto spesso latinizzati, tranne in alcuni casi (ad esempio Filippo Melantone) in cui fu usato il greco antico. La latinizzazione dei nomi degli umanisti potrebbe consistere nella traduzione dalle lingue europee volgari, a volte usando giochi di parole. Tali nomi potrebbero essere una copertura per le origini sociali umili.

## Nomi scientifici
La latinizzazione è prassi comune per i nomi scientifici. Per esempio, Livistona, il nome di una specie di palme, è una latinizzazione di "Livingstone".

## Toponimi
In Italiano, molti toponimi apparvero nella forma latinizzata. Questo per via del fatto che l'italiano è una lingua neo-latina. Spesso, infatti, gli esonimi latinizzati dei posti sono usati al posto degli endonimi.
Esempi di forme latinizzate di nomi geografici sono:
- Estonia (nome estone Eesti, tedesco/scandinavo Estland, cioè "la terra degli Aesti")
- Ingria (finlandese Inkerinmaa, tedesco/scandinavo Ingermanland, cioè "la terra degli Ingriani", la tribù locale)
- Livonia (tedesco/scandinavo Livland, cioè "la terra dei Liv", la tribù locale)

## Sfondo storico
Durante l'era dell'Impero Romano, la traduzione di nomi in lingua latina (nell'Occidente) o in greco antico (nell'oriente) era comune. Per di più, versioni latinizzate di sostantivi greci, specialmente nomi propri, potevano facilmente essere declinati da parlanti latini con minime modifiche della parola originale.
Durante il medioevo, dopo la caduta dell'Impero in Europa Occidentale, il bastione dell'erudizione era la Chiesa Cattolica Romana, e per questo il latino era la lingua scritta principale. Nell'alto medioevo, molti scolari europei erano preti e molte persone dotte parlavano latino e, come risultato, il latino divenne fermamente la lingua della conoscenza nell'Occidente.
Nonostante nell'era moderna l'Europa abbia abbandonato in gran parte il latino come lingua scolastica, una varietà di campi ancora utilizzano di prassi terminologia latina. Per tradizione, è ancora pratica comune in alcuni campi di dare nome a nuove scoperte in latino. E poiché la scienza occidentale è diventata dominante nell'XVIII e XIX secolo, l'uso di nomi latini in molti campi delle conoscenze è diventata accettata in tutto il mondo, almeno quando le lingue europee sono utilizzate come mezzo di comunicazione.